# Seznam zápasů české fotbalové reprezentace 2007
V roce 2007 odehrála česká fotbalová reprezentace celkem 10 mezistátních zápasů, z toho 8 kvalifikačních o ME 2008 a 2 přátelské. Celková bilance byla 7 výher, 2 remízy a 1 prohra. Hlavním trenérem byl Karel Brückner.

## Přehled zápasů
| 7. února 2007 přátelský |       |                     |                                                               |
| Belgie                  | 0 – 2 | Česko               | Krále Baudouina, Brusel diváci: 12 500 rozhodčí: Jacek Granat |
|                         |       | 6' Koller 75' Kulič | Krále Baudouina, Brusel diváci: 12 500 rozhodčí: Jacek Granat |

| 24. března 2007 kvalifikace ME 2008, skupina D |       |                        |                                                       |
| Česko                                          | 1 – 2 | Německo                | Letná, Praha diváci: 17 821 rozhodčí: Roberto Rosetti |
| Baroš 77'                                      |       | 42', 62' Kevin Kurányi | Letná, Praha diváci: 17 821 rozhodčí: Roberto Rosetti |

| 28. března 2007 kvalifikace ME 2008, skupina D |       |      |                                                            |
| Česko                                          | 1 – 0 | Kypr | Stadion U Nisy, Liberec diváci: 9 310 rozhodčí: Ivan Bebek |
| Kováč 22'                                      |       |      | Stadion U Nisy, Liberec diváci: 9 310 rozhodčí: Ivan Bebek |

| 2. června 2007 kvalifikace ME 2008, skupina D |       |       |                                                                    |
| Wales                                         | 0 – 0 | Česko | Millennium Stadium, Cardiff diváci: 30 714 rozhodčí: Paul Allaerts |
|                                               |       |       | Millennium Stadium, Cardiff diváci: 30 714 rozhodčí: Paul Allaerts |

| 22. srpna 2007 přátelský |       |            |                                                                                 |
| Rakousko                 | 1 – 1 | Česko      | Ernst-Happel-Stadion, Vídeň diváci: 24 500 rozhodčí: Eduardo Iturralde González |
| Harnik 78'               |       | 33' Koller | Ernst-Happel-Stadion, Vídeň diváci: 24 500 rozhodčí: Eduardo Iturralde González |

| 8. září 2007 kvalifikace ME 2008, skupina D |       |                                        |                                                                     |
| San Marino                                  | 0 – 3 | Česko                                  | Stadio Olimpico, San Marino diváci: 3 412 rozhodčí: Dejan Filipovic |
|                                             |       | 33' Rosický 75' Jankulovski 90' Koller | Stadio Olimpico, San Marino diváci: 3 412 rozhodčí: Dejan Filipovic |

| 12. září 2007 kvalifikace ME 2008, skupina D |       |       |                                                      |
| Česko                                        | 1 – 0 | Irsko | Letná, Praha diváci: 16 648 rozhodčí: Kyros Vassaras |
| Jankulovski 15'                              |       |       | Letná, Praha diváci: 16 648 rozhodčí: Kyros Vassaras |

| 17. října 2007 kvalifikace ME 2008, skupina D |       |                                     |                                                             |
| Německo                                       | 0 – 3 | Česko                               | Allianz Arena, Mnichov diváci: 66 445 rozhodčí: Howard Webb |
|                                               |       | 2' Sionko 23' Matějovský 63' Plašil | Allianz Arena, Mnichov diváci: 66 445 rozhodčí: Howard Webb |

| 17. listopadu 2007 kvalifikace ME 2008, skupina D |       |                  |                                                   |
| Česko                                             | 3 – 1 | Slovensko        | Letná, Praha diváci: 15 651 rozhodčí: Tony Asumaa |
| Grygera 13' Kulič 76' Rosický 83'                 |       | 79' (vl.) Kadlec | Letná, Praha diváci: 15 651 rozhodčí: Tony Asumaa |

| 21. listopadu 2007 kvalifikace ME 2008, skupina D |       |                      |                                                                   |
| Kypr                                              | 0 – 2 | Česko                | Neo GSP Stadium, Nikósie diváci: 5 211 rozhodčí: Levan Paniašvili |
|                                                   |       | 11' Pudil 73' Koller | Neo GSP Stadium, Nikósie diváci: 5 211 rozhodčí: Levan Paniašvili |